# Saint-Sylvain, Seine-Maritime

Saint-Sylvain este o comună în departamentul Seine-Maritime, Franța. În 1 ianuarie 2022 avea o populație de 135 de locuitori.